# Helrunar
Helrunar ist eine deutsche Pagan-Black-Metal-Band aus Münster/Osnabrück.

## Geschichte
Helrunar wurde im Frühjahr 2001 gegründet. Der Bandname leitet sich vom 1997 von Jan Fries veröffentlichten Buch Helrunar: Ein Handbuch der Runenmagie ab; „Helrunar“ bedeutet „Die mit Hel raunen“.
2003 nahm die Band das erste Demo Grátr auf, welches im Dezember desselben Jahres veröffentlicht wurde und mittlerweile ausverkauft ist. Im Sommer 2004 unterzeichnete die Band ihren ersten Plattenvertrag bei Prophecy Productions. Ende 2004 nahm sie Hauch wird Sturm für eine Split-CD mit Nachtmahr auf, welche im Mai 2005 erschien. Noch im Dezember desselben Jahres veröffentlichte sie ihr erstes reguläres Album Frostnacht über das Prophecy-Productions-Sublabel Lupus Lounge. Im August 2007 spielte die Band auf dem Summer Breeze, im Oktober erschien ihr zweites Album Baldr ok Íss. Am 29. März 2008 fand ein Auftritt auf dem Ragnarök-Festival statt.
Am 17. Juni 2008 verkündete Gitarrist Tim „Dionysos“ Funke seinen Austritt aus der Band. Da ein Ersatz nicht so schnell gefunden werden konnte, fielen die geplante Tournee und sämtliche andere Konzerte vorerst aus. Am 28. August 2009 spielte Helrunar mit neuer Besetzung ihr erstes Konzert seit knapp eineinhalb Jahren auf dem Wolfszeit Festival.
Am 7. Januar 2011 erschien das aus Sól I – Der Dorn im Nebel und Sól II – Zweige der Erinnerung bestehende Konzept-Doppelalbum Sól, dessen erster Teil am 24. Januar Platz 54 der deutschen Albumcharts erreichte.

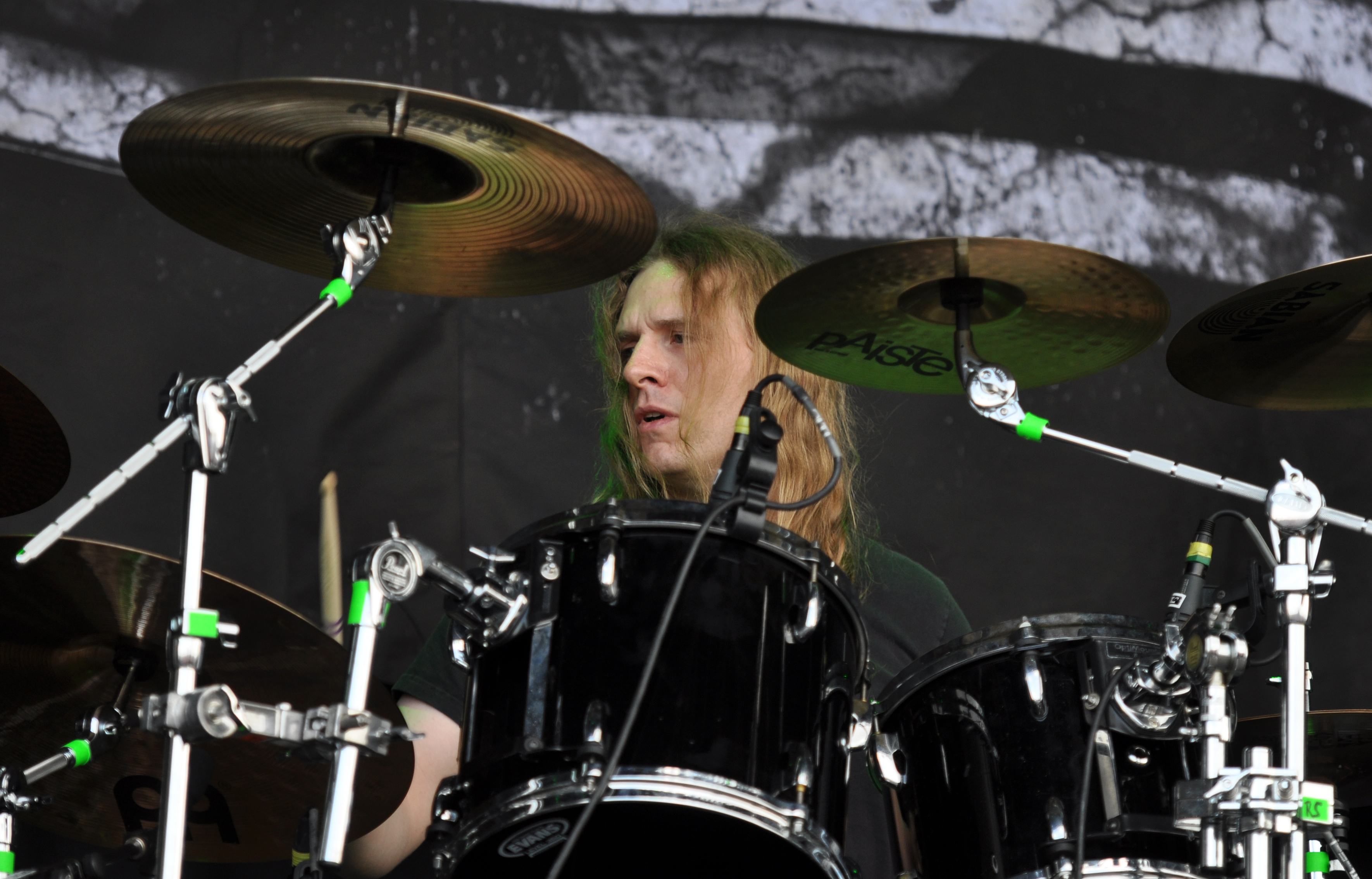
Alsvartr, 2013

## Stil
Die Musik von Helrunar vermittelt eine kalte Atmosphäre, typische Black-Metal-Elemente werden durch klaren Gesang und Akustikgitarren-Parts ergänzt.
Die deutsch-, norwegisch- und altnordischsprachigen Texte handeln größtenteils von nordischer Mythologie, weshalb Helrunar häufig dem Pagan Metal zugeordnet wird. Bei Kritikern gelten die Texte als intelligent und tiefgründig. Einen wesentlichen Einfluss stellen Kenningar dar. Musikalisch ist die Band vom norwegischen Black Metal der Zeit von 1990 bis 1995 beeinflusst, insbesondere den ersten beiden Helheim-Alben, Enslaved, Darkthrone, Satyricon, den ersten drei Ulver-Alben und Taake. Inhonorus von stormbringer.at beschreibt, dass die Band auf dem 2015 erschienenen Album Niederkunfft stark mit dem schwedischen Death-Metal-Sound experimentiert, doch an das Vorzeige-Album Sól nicht herankommt.

## Diskografie

### Studioalben
- 2003: Grátr (CD/2xCD/CDR; Eigenvertrieb) Wiederveröffentlichung 2009 via Lupus Lounge.
- 2005: Frostnacht (CD/FLAC; Lupus Lounge / Prophecy Productions)
- 2007: Baldr ok Íss (CD/CD+DVD-V; Lupus Lounge / Prophecy Productions)
- 2011: Sól I – Der Dorn im Nebel (CD; Lupus Lounge / Prophecy Productions)
- 2011: Sól II – Zweige der Erinnerung (CD; Lupus Lounge / Prophecy Productions)
- 2015: Niederkunfft (CD/2xCD/2xLP/FLAC; Lupus Lounge / Prophecy Productions)
- 2018: Vanitas Vanitatvm (CD/2xCD/LP/2xLP; Lupus Lounge / Prophecy Productions)

### Splits
- 2004: Hauch wird Sturm / Trollnacht mit Nachtmahr (CD; Lupus Lounge / Prophecy Productions)
- 2012: Fragments – A Mythological Excavation mit Árstíðir Lífsins (2xCD/LP; Ván Records, Lupus Lounge / Prophecy Productions)

### Sondereditionen
- 2011: Sól (2xCD; Lupus Lounge / Prophecy Productions) Artbook-Edition der beiden gleichnamigen Alben, limitiert auf 1000 Exemplare.

### Boxsets
- 2018: MM.I. - MM.XI. - Vier Wege Eines Winters (9xLP; Lupus Lounge / Prophecy Productions) Limitiert auf 500 Exemplare.